# Salvador (métro de Santiago)
Pour les articles homonymes, voir Salvador (homonymie).
Salvador est une station de la Ligne 1 du métro de Santiago au Chili, dans la commune de Providencia.

## Histoire
La station est ouverte depuis 1977. La station est à proximité de l'avenue Salvador, dont le nom vient de l'ancien hôpital del Salvador, situé à quelques rues au sud sur cette avenue.